# Нічний вуж
Нічний вуж (Hypsiglena) — рід отруйних змій родини Вужеві. Має 7 видів.

## Опис
Загальна довжина представників цього роду коливається від 40 до 70 см. Голова пласка. Очі маленькі з вертикальними зіницями. Тулуб тонкий. Забарвлення мінливе — в залежності від місцевості. Загалом коливається від сірого та коричневого з різними відтінками. По основному фоні присутні темно-коричневі, сірі або чорні плямами на спині та з боків. Багато видів мають відмінні чорні відмітини на шиї.

## Спосіб життя
Полюбляють пустелі, напівпустелі, ліси, луки, чагарники. Активні вночі. Харчуються земноводними, ящірками, дрібними зміями.
Це яйцекладні змії. Самиці відкладають до 10 яєць.
Отрута не становить загрози для життя людини.

## Розповсюдження
Мешкають на південному заході США та значній території Мексики.

## Види
- Hypsiglena affinis
- Hypsiglena chlorophaea
- Hypsiglena jani
- Hypsiglena ochrorhyncha
- Hypsiglena slevini
- Hypsiglena tanzeri
- Hypsiglena torquata